# Mark Murphy
Mark Murphy (Fulton, Nova York, 14 de març de 1932-Englewood, Nova Jersey, 22 d'octubre de 2015) va ser un cantant nord-americà de jazz.

## Biografia
Nascut en una família de tradició musical (els seus dos pares cantaven), la infància de Murphy va transcórrer a Siracusa, Nova York, on va aprendre des de molt jove a tocar el piano i on va començar els seus estudis de cant i teatre. Abans de dirigir-se a la ciutat de Nova York, el 1954, ja havia efectuat una gira per Canadà amb un trio de jazz, i després d'algunes aparicions en televisió aconsegueix un contracte amb Decca Records, segell que edita el seu àlbum debut el 1956, amb el títol Meet Mark Murphy. El 1959 es passa a Capitol, un segell dels executius dels quals solien pressionar als seus artistes en una direcció determinada, però malgrat això Murphy aconsegueix establir-se amb el segell propi en el panorama de vocalistes gràcies a un estil distintiu en el qual la tècnica de scat tenia un paper fonamental. Malgrat això, Murphy no aconsegueix l'èxit que els responsables del segell esperaven, i el 1961 acaba signant amb Riverside, segell sota el qual apareix el seu àlbum Rah! (1961) i el seu That's How I Love the Blues, un àlbum en el qual figuraven grans estels com Clark Terry, Snooky Young, Al Cohn, Bill Evans, o Blue Mitchell.
A mitjan dècada de 1960 Murphy comença a viatjar a Europa, on la seva música pareix tenir millor acceptació. Allí efectua diversos enregistraments en segells britànics com Fontana Records o Immediate Records, a més de col·laborar amb la Clarke-Boland Big Band en la seva Midnight Mood (1967) i efectuar nombroses aparicions en diverses sales de concerts, la qual cosa li permeten establir-se entre els majors noms del vell continent. Quan torna als Estats Units a principis de la dècada de 1970, ho fa ja convertit en una de les figures més importants del jazz vocal de la seva època.
Amb una sèrie de col·laboracions i àlbums amb Muse Records a la dècada de 1970, Murphy se situa a mitjan dècada com un dels pocs cantants masculins de jazz de certa importància, capaç de fer ombra a velles glòries com Frank Sinatra o Mel Tormé. Des de llavors, Murphy continua, sense interrupcions dignes d'esment, una carrera discogràfica que el porta a editar el 2007 Love Is What Stays, el seu últim treball fins avui.

## Estil i valoració
Havent consagrat la pràctica totalitat de la seva carrera a la interpretació de standards, una àrea en la qual ha sobresortit per la seva reinterpretació radical de temes famosos, Mark Murphy semblava l'únic cantant de jazz masculí d'interès durant les dècades de 1970 i 1980, una època marcada per la crisi del corrent mainstream. Malgrat les pressions dels productors, Murphy va saber distanciar-se de la música comercial per centrar la seva obra en l'aprofundiment dels elements que des de sempre havien atret el seu interès: l'obra de Jack Kerouac, la música de Brasil, la interpretació de standards, la tècnica vocalese o el hard bop. La seva veu, d'orientació cool, presenta similituds amb la de Mel Tormé, si bé Murphy sempre ha citat entre els seus cantants favorits a cantants blanques com Lee Wiley o Peggy Lee. Dotat d'un ampli registre, Murphy és capaç d'anar des de notes en falsetto que ho apropen als registres tímbrics d'una trompeta, fins a baixar a les notes greus d'un saxofon baríton. En el plànol artístic, Murphy ha passat a la història del jazz per la seva desconstruccions vocals de standards que han estat comparats a les pintures de l'expressionisme abstracte. Les seves qualitats tècniques i artístiques fan d'ell un dels vocalistes més importants de la història del jazz.

## Discografia
- 1956 Meet Mark Murphy (Decca)
- 1957 Let Yourself Go (Decca)
- 1959 This Could Be the Start of Something Big (Capitol)
- 1960 Mark Murphy's Hip Parade (Capitol)
- 1960 Playing the Field (Capitol)
- 1961 Rah! (Riverside Records)
- 1962 That's How I Love the Blues (Riverside)
- 1965 Swingin' Singin' Affair (Fontana)
- 1966 Who Ca I Turn To (Immediate)
- 1970 Midnight Mood (Saba)
- 1973 Bridging a Gap (Muse)
- 1975 Mark 2 (Muse)
- 1975 Mark Murphy Sings (Muse)
- 1977 Mark Murphy Sings Mostly Dorothy Fields & Cy Coleman (Audiophile)
- 1978 Stolen Moments (Muse)
- 1979 Satisfaction Guaranteed (Muse)
- 1981 Bop for Kerouac (Muse)
- 1982 The Artistry of Mark Murphy (Muse)
- 1983 Brazil Song (Cancões Do Brazil) (Muse)
- 1983 Mark Murphy Sings the Nat King Cole Songbook (Muse)
- 1984 Living Room (Muse)
- 1985 Beauty and the Beast (Muse)
- 1986 Kerouac Then and Now (Muse)
- 1987 September Ballads (Milestone)
- 1990 What a Way to Go (Muse)
- 1991 I'll Close My Eyes (Muse)
- 1991 Night Mood (Milestone)
- 1996 North Sigui Jazz Sessions, Vol. 5 (Jazz World)
- 1997 Song for the Geese (RCA)
- 2000 Some Time Ago (High Note)
- 2000 The Latin Porter (Go Jazz)
- 2001 Links (High Note)
- 2002 Lucky to Be Em (High Note)
- 2003 Memories of You (High Note)
- 2004 Bop for Milers (High Note)
- 2004 Dim the Lights (Millennium)
- 2005 Once to Every Heart (Verve Records|Verve)
- 2007 Love Is What Stays (Verve)

## Aparicions de convidat
Amb Madeline Eastman
- "You're the Dangerous Type" - Mad About Madeline! (1991)

Amb Gill Manly
- "I Keep Goin' Back to Joe's" - With a Song in My Heart (Linn Records, 2009)

Amb Guillaume de Chassy i Daniel Yvinec
- "I'll Walk Alone"/"Then I'll Be Tired of You"/"Taking a Chance on Love"/"I Wish You Love" - Songs from the Last Century (Bee Jazz, 2009)

Amb Till Brönner
- "Dim The Lights" - "Blue Eyed Soul" (Universal-2002)

### Vídeos
- 2008 Mark Murphy: Murphy's Mood amb Pete Candoli i Conte Candoli

## Guardons
Nominacions
- 1959: Grammy al millor nou artista